# Passo dei Giovi
Il passo dei Giovi (passo di Zoi /ˈpasˑu di ˈzuːi/ in ligure) è un valico dell'Appennino Ligure posto a quota 472 m s.l.m., lungo la SS 35 nel tratto tra Mignanego e Busalla, conosciuto in geologia come "depressione dei Giovi".

## Geografia fisica
Prima dell'istituzione della SOIUSA, la Guida Rossa del Touring Club Italiano segnalava il passo dei Giovi come confine geologico tra le Alpi e gli Appennini  (in luogo del colle di Cadibona, luogo di confine già segnalato dagli antichi romani), perché immediatamente ad ovest del passo dei Giovi si trova la cosiddetta linea di Sestri-Voltaggio, che rappresenta il punto in cui avviene il trapasso geo-morfologico tra i due sistemi montuosi.
La zona del passo ricade, amministrativamente, nel comune di Mignanego, di cui il piccolo abitato posto sul valico è una frazione. Sul passo è ubicata la stazione meteorologica di Passo dei Giovi, ufficialmente riconosciuta dall'Organizzazione meteorologica mondiale.

## Storia

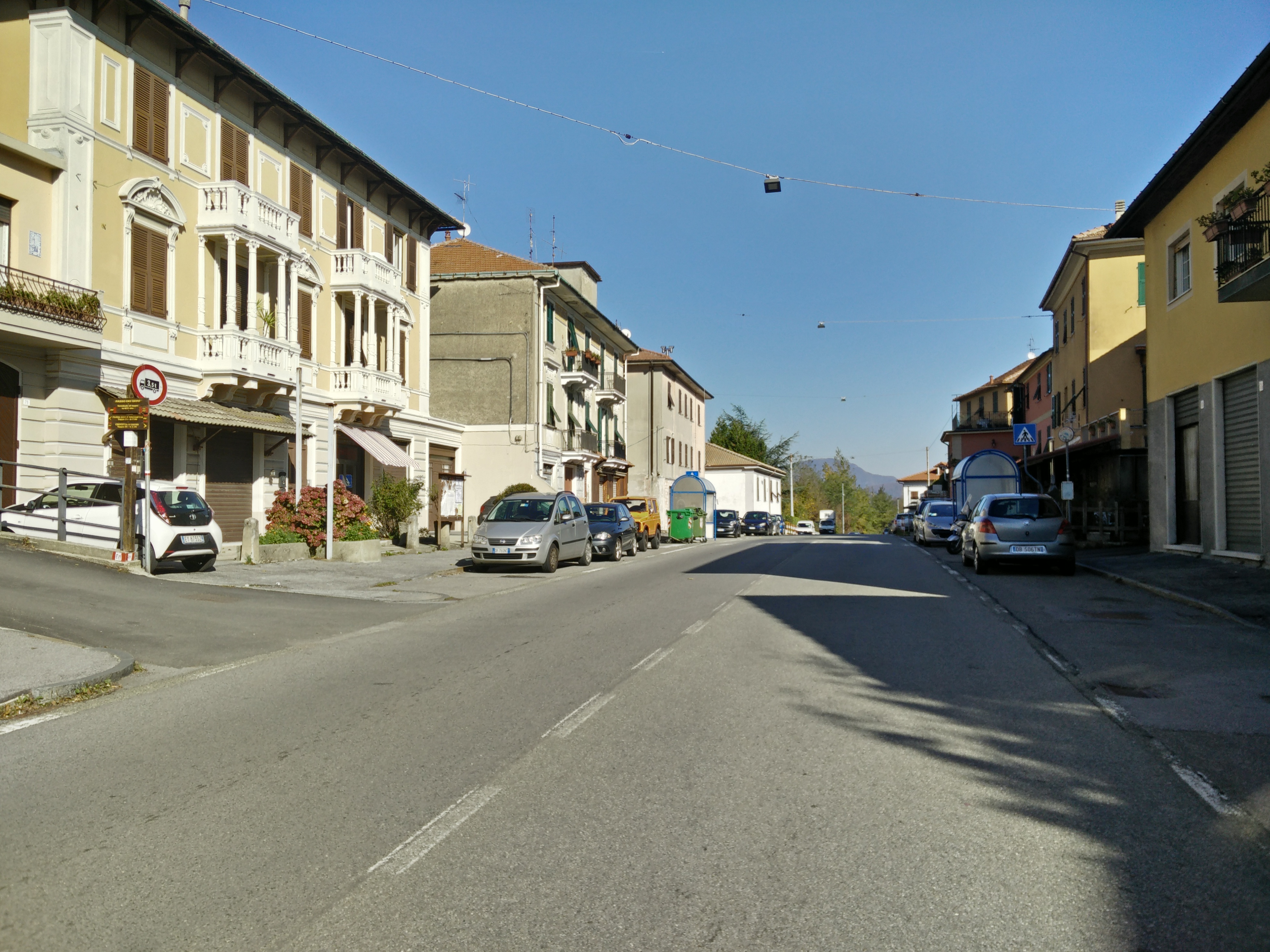
Vista del Passo dei Giovi

L'attuale strada di valico è di recente realizzazione; chiamata "strada regia dei Giovi", la sua costruzione fu ultimata nel 1823 ed essendo molto più agevole di quella della Bocchetta, fino ad allora in auge, divenne il valico principale di collegamento tra la Pianura Padana ed il mare.
Il 20 febbraio 1854, dopo 8 anni di lavoro, fu inaugurata la ferrovia Torino-Genova e il passo venne superato con la galleria dei Giovi, lunga 3250 metri, con valico a quota 360 m s.l.m. L'imbocco si trova poco dopo l'abitato di Mignanego, mentre l'altra estremità è a Busalla. La galleria, che all'epoca della costruzione era la più lunga d'Italia, venne elettrificata nel 1911.
Al 1889 risale invece la linea ferroviaria succursale dei Giovi, con pendenze meno forti della precedente linea. Sulla linea succursale fu realizzata una nuova galleria di valico, lunga oltre 8 km, che unisce direttamente la stazione di Mignanego con quella di Ronco Scrivia.
Infine, il 29 ottobre 1935 venne inaugurata la cosiddetta "camionale", da Genova Sampierdarena a Serravalle Scrivia, che in seguito diventerà l'autostrada A7 (prolungata poi da Serravalle a Tortona nel 1958 e fino a Milano nel 1960) e libererà dal traffico pesante e di lunga percorrenza la strada statale di valico.
Attualmente è in costruzione una terza linea ferroviaria che attraverserà il passo, il terzo valico dei Giovi. Tale linea prevede lo scavo di una galleria di valico lunga ben 27,250 km (destinata a diventare anch'essa la più lunga d'Italia), sarà realizzata con le caratteristiche dell'alta velocità ed entrerà in funzione entro il 2026.
Il passo dei Giovi è attraversato dall'alta via dei Monti Liguri.